# مرلو بتوم (باكينجهامشير)
مرلو بتوم (بالإنجليزية: Marlow Bottom)‏ هي قرية و أبرشية مدنية تقع في المملكة المتحدة في إنجلترا.  يقدر عدد سكانها بـ 3,295 نسمة .